# Koettlitz-Gletscher
Der Koettlitz-Gletscher ist ein 60 km langer Gletscher westlich der Vulkane Mount Discovery und Mount Morning im ostantarktischen Viktorialand. In der Royal Society Range fließt er von der Umgebung des Mount Cocks nordostwärts zwischen der Brown-Halbinsel und dem Festland zum McMurdo-Sund.
Der Gletscher wurde bei der Discovery-Expedition (1901–1904) unter der Leitung des britischen Polarforschers Robert Falcon Scott entdeckt und nach Reginald Koettlitz (1861–1916) benannt, dem Arzt und Botaniker dieser Forschungsreise.